# Cécile Hartog
Pour les articles homonymes, voir Hartog.
Cécile Sarah Hartog, née à Londres en 1857 et morte en 1940, est une compositrice et pianiste anglaise.

## Biographie
Cécile Hartog est la fille du professeur de français Alphonse Hartog et de l'écrivaine Marion Moss Hartog. Sa sœur et ses frères sont Héléna Arsène Darmesteter (peintre), Marcus Hartog (scientifique), Numa Edward Hartog (mathématicien) et Philip Hartog (en) (chimiste). La mathématicienne et ingénieure Hertha Ayrton est sa cousine.
Elle étudie la musique avec le compositeur Charles Salaman, puis à la Royal Academy of Music, où elle remporte la médaille d'or de composition en 1889 et fait jouer un quatuor de piano, ainsi qu'un Andante et Gavotte par un orchestre. Parmi ses professeurs se trouvent Frederick Cowen, Woldemar Bargiel, Oscar Beringer et, à Berlin, Karl Klindworth. Elle est active en tant que soliste et parfois chef d'orchestre des années 1880 jusqu'à la Première Guerre mondiale. Elle enseigne également l'harmonie à la Maida Vale High School for Girls à Londres.
Alors qu'elle dirige l'orchestre pour la pièce Beethoven's Romance au Royalty Theatre (en) le 1er décembre 1894, la manche de sa robe de mousseline s'enflamme à cause d'une des lampes de son pupitre. Un membre de l'orchestre a réussi à l'éteindre rapidement avec une cape d'opéra, ce qui lui a peut-être sauvé la vie. Selon des articles de presse de l'époque, elle est néanmoins grièvement blessée,.
En tant que compositrice, elle écrit différentes partitions : des solos de piano, une Barcarolle en sol mineur et les deux Châteaux en Espagne pour clarinette et piano,. Elle écrit aussi des chansons, parmi lesquelles des mises en musique de The Years at the Spring (Browning, joué aux Proms à 1909), Northern Song (Lang), Sunset (Zangwill), Snow May Drift (Heine) et Song of the Jewish Soldier (Alice Lucas). Un livre de chansons pour enfants, Barbara's Song Book, illustré par John Hassall, est publié en 1900. Elle compose également de la musique de scène pour des pièces de théâtre, comme la musique de The Fairies 'Jest, and Other Plays for Boys d'Amy H. Langdon (1906).
Elle est également l'auteur de l'article Poets of Provence (« Poètes de Provence ») dans Contemporary Review, en octobre 1894. Elle habitera pendant 12 ans à Horbury Crescent (Londres W11).